# Gymnosiphon suaveolens
Gymnosiphon suaveolens là một loài thực vật có hoa trong họ Burmanniaceae. Loài này được (H.Karst.) Urb. mô tả khoa học đầu tiên năm 1903.